# Vittoria di Sassonia-Coburgo-Saalfeld
Vittoria di Sassonia-Coburgo-Saalfeld (Maria Luisa Vittoria; Coburgo, 17 agosto 1786 – Windsor, 16 marzo 1861) è stata la madre della regina Vittoria del Regno Unito e zia dello stesso marito di Vittoria, in quanto sorella del duca Ernesto I di Sassonia-Coburgo-Gotha, padre di Alberto.

## Biografia

### Infanzia
Maria Luisa Vittoria nacque il 17 agosto 1786, era la quarta figlia femmina e la settima dei figli di Francesco Federico, duca di Sassonia-Coburgo-Saalfeld e della contessa Augusta di Reuss-Ebersdorf.

### Primo matrimonio

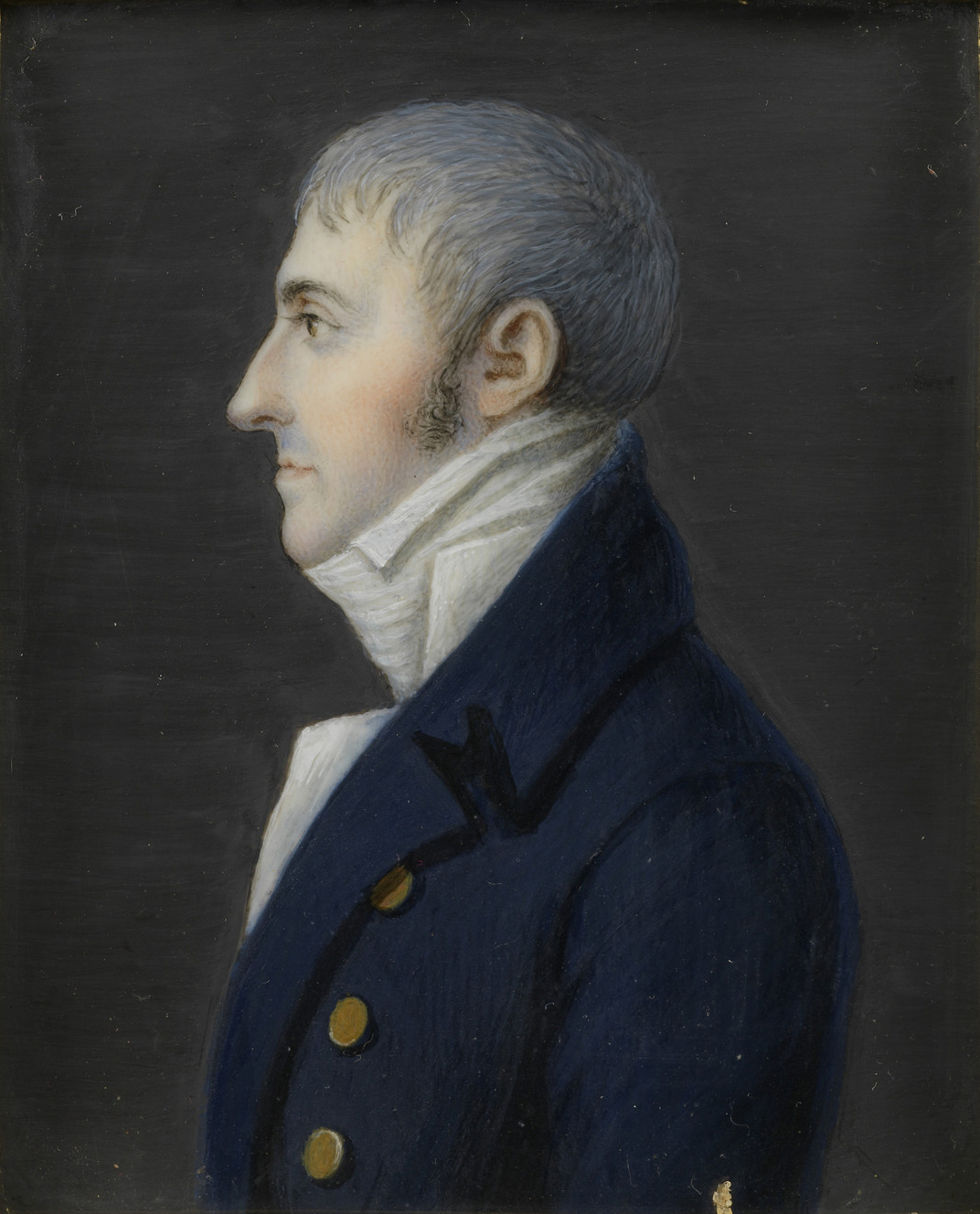
Emilio Carlo di Leiningen ritratto da Thomas Fairland nel 1800 circa

Il 21 dicembre 1803 a Coburgo divenne la seconda moglie di Emilio Carlo di Leiningen (1763–1814) la cui prima moglie,  Enrichetta di Reuss-Ebersdorf, era zia di Vittoria. 
Il Principe di Leiningen morì il 4 luglio del 1814.

### Secondo matrimonio

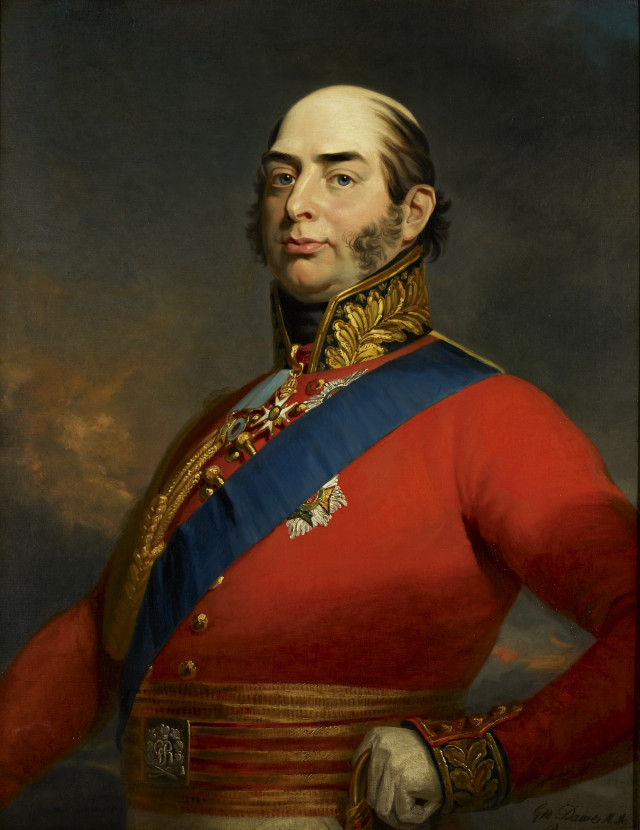
Edoardo Augusto di Hannover ritratto da George Dawe nel 1818

Il 29 maggio 1818 allo Schloss Ehrenburg, a Coburgo, e di nuovo il 13 luglio 1818 al Kew Palace, Richmond Park, Surrey, sposò il principe Edoardo Augusto, duca di Kent e Strathearn (1767–1820). Da questo matrimonio nacque Vittoria che diverrà successivamente Regina del Regno Unito.

### Vedovanza

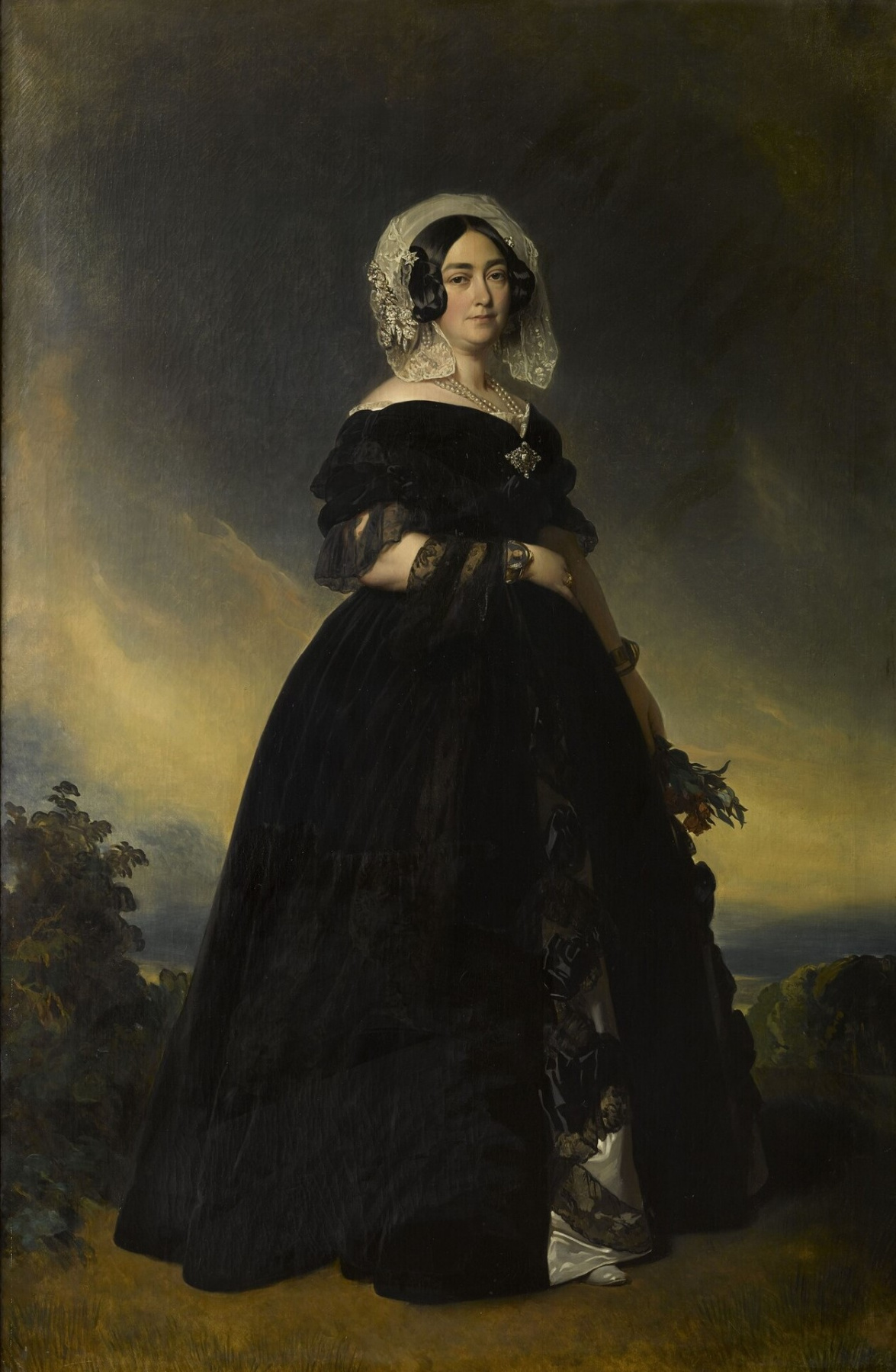
Vittoria di Sassonia-Coburgo-Saalfeld ritratta da Franz Xaver Winterhalter nel 1846, Reggia di Versailles

Ben presto rimase vedova anche del secondo marito. Pur essendo membri della famiglia reale, sia lei sia la figlia Vittoria vissero senza rendite e sull'orlo della bancarotta. Giorgio IV del Regno Unito aveva un rapporto distaccato con la nipote e quasi ostile nei confronti della cognata.
Invece di risparmiare, la Duchessa si sentiva in dovere di dare sia a lei sia alla figlia una certa apparenza benestante in quanto la bambina era terza in linea di successione al trono. Anzi la piccola rappresentava la sua unica fonte di ricchezza e mezzo di garanzia per i numerosi debitori. Era quindi importante per lei che la figlia non sfigurasse nei salotti e ricevesse un'educazione aristocratica, inoltre stava attenta che non si ammalasse. La bambina crebbe quindi in una campana di vetro.
Edoardo Augusto, in punto di morte, aveva affidato moglie e figlia al suo scudiero, nonché amministratore delle finanze famigliari, John Conroy, il quale si offrì di garantire i prestiti della vedova. Tra i due ne nacque un contratto secondo cui appena Vittoria fosse diventata Regina, la Duchessa lo avrebbe ricompensato generosamente. Qualcuno suppone che dietro il patto ci fosse anche un rapporto sentimentale, comunque sia tra i due si instaurò un legame così intimo che Conroy prendeva ogni decisione, non soltanto finanziaria, che riguardasse la famiglia del defunto Edoardo. Anni dopo, la regina Vittoria avrebbe ricordato con odio, nei suoi diari, quell'uomo che tiranneggiava su di lei e sfruttava l'ingenuità della madre per accaparrarsi ricchezze.
Quando salì al trono Guglielmo IV, che insieme con la moglie Adelaide aveva sempre trattato con gentilezza la cognata, quest'ultima spinta da Conroy gli inviò un'aggressiva lettera in cui pretendeva per sé e per la figlia una propria servitù, una generosa rendita e una residenza più confacente a una principessa. Ciò provocò attriti e risentimenti, anche perché la Duchessa incominciò a inviare anche ai ministri lettere di richieste sempre più improbabili.
La principessa Vittoria non desiderava altro che arrivasse il giorno in cui sarebbe salita al trono per liberarsi di Conroy e anche della madre, che accusava essere una perfida approfittatrice. Quando arrivò, così accadde: allontanò il primo e ridusse al minimo i contatti con la seconda.
La Duchessa, relegata in una piccola stanza lontana dagli appartamenti della figlia, incominciò a lamentarsi, offesa nella sua dignità, e spedì pungenti lettere alla figlia pretendendo per sé e per Conroy ricchezze, potere e onori.
I rapporti tra la Regina e la madre migliorarono solo quando la Regina si sposò con Alberto di Sassonia-Coburgo-Gotha, nipote della Duchessa, ed ebbe figli. Comprese quindi le difficoltà che la madre aveva dovuto affrontare. Tra suocera e genero i rapporti erano comunque molto buoni e cordiali, essendo i soli tedeschi all'interno di una corte tutta inglese.

### Vecchiaia
La duchessa Vittoria, a parte l'artrosi e la continua sonnolenza, poté vivere da vera Regina madre soltanto con la vecchiaia. Viveva a Windsor e aveva a disposizione Clarence House e Frogmore House. Conroy non era ormai più il suo mediocre amministratore, ma si vergognava a far vedere a quello nuovo i registri contabili passati.
Dopo la morte di Conroy, nel 1854, Vittoria scrisse alla figlia una sentita lettere di scuse per come si fosse lasciata ingannare da quell'uomo. La lettera ebbe un tale effetto sulla Regina che si impegnò a mantenere la famiglia del defunto.

### Morte

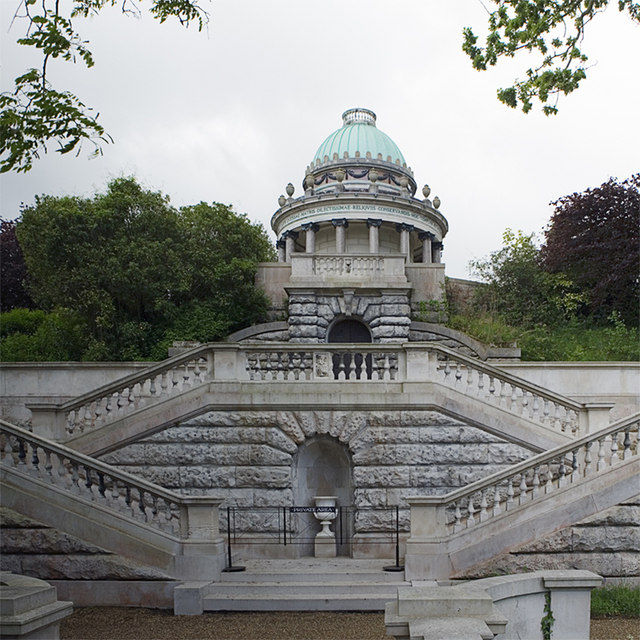
Il Mausoleo della Duchessa di Kent, Frogmore House

Man mano che la malattia della Duchessa si aggravava, nasceva nella Regina un senso di affettuosa compassione.
Nel marzo 1861, venne operata a un braccio per togliere un'ulcera ma l'intervento le provocò una grave infezione. La figlia Vittoria rimase con lei fino all'ultimo e successivamente la pianse disperatamente per settimane, chiudendosi nei suoi appartamenti senza voler vedere nessuno.

## Discendenza
Vittoria e Emilio Carlo di Leiningen, suo primo marito, ebbero:
| Nome                                                | Nascita           | Morte             | Note                                                                                                 |
| --------------------------------------------------- | ----------------- | ----------------- | --- |
| Carl Friedrich Wilhelm Emich, principe di Leiningen | 12 settembre 1804 | 13 novembre 1856  | sposò il 13 febbraio 1829 la contessa Maria Klebelsberg (27 marzo 1806 – 28 ottobre 1880); con figli |
| Anna Feodora Auguste Charlotte Wilhelmine           | 7 dicembre 1807   | 23 settembre 1872 | sposò nel 1828 Ernesto I di Hohenlohe-Langenburg (1794–1860); con figli                              |

Dal secondo matrimonio con il principe Edoardo Augusto, duca di Kent e Strathearn ebbe:
| Nome                     | Nascita        | Morte           | Note                                                                     |
| ------------------------ | -------------- | --------------- | ------------------------------------------------------------------------ |
| Vittoria del Regno Unito | 24 maggio 1819 | 22 gennaio 1901 | sposò nel 1840 il principe Alberto di Sassonia-Coburgo-Gotha; con figli. |

## Titoli e trattamento
- 17 agosto 1786 - 21 dicembre 1803: Sua Altezza Serenissima, la principessa Vittoria di Sassonia-Coburgo-Saalfed
- 21 dicembre 1803 - 29 maggio 1818: Sua Altezza Serenissima, la Principessa di Leiningen
- 29 maggio 1818 - 16 marzo 1861: Sua Altezza Reale, la Duchessa di Kent e Strathearn

## Ascendenza
|                                                 |                                 |                                             | Genitori                                      |  |  | Nonni |  |  | Bisnonni                                      |  |  | Trisnonni                                     |  |
|                                                 |                                 |                                             |                                               |  |  |       |  |  | Francesco Giosea di Sassonia-Coburgo-Saalfeld |  |  | Giovanni Ernesto di Sassonia-Coburgo-Saalfeld |  |
|                                                 |                                 |                                             |                                               |  |  |       |  |  | Francesco Giosea di Sassonia-Coburgo-Saalfeld |  |  | Giovanni Ernesto di Sassonia-Coburgo-Saalfeld |  |
|                                                 |                                 | Carlotta Giovanna di Waldeck-Wildungen      |                                               |  |  |       |  |  | Francesco Giosea di Sassonia-Coburgo-Saalfeld |  |  |                                               |  |
| Ernesto Federico di Sassonia-Coburgo-Saalfeld   |                                 |                                             |                                               |  |  |       |  |  | Francesco Giosea di Sassonia-Coburgo-Saalfeld |  |  |                                               |  |
|                                                 |                                 | Anna Sofia di Schwarzburg-Rudolstadt        | Luigi Federico I di Schwarzburg-Rudolstadt    |  |  |       |  |  |                                               |  |  |                                               |  |
|                                                 |                                 | Anna Sofia di Schwarzburg-Rudolstadt        | Luigi Federico I di Schwarzburg-Rudolstadt    |  |  |       |  |  |                                               |  |  |                                               |  |
|                                                 |                                 | Anna Sofia di Schwarzburg-Rudolstadt        | Anna Sofia di Sassonia-Gotha-Altenburg        |  |  |       |  |  |                                               |  |  |                                               |  |
| Francesco Federico di Sassonia-Coburgo-Saalfeld |                                 | Anna Sofia di Schwarzburg-Rudolstadt        |                                               |  |  |       |  |  |                                               |  |  |                                               |  |
|                                                 |                                 | Ferdinando Alberto II di Brunswick-Lüneburg | Ferdinando Alberto I di Brunswick-Lüneburg    |  |  |       |  |  |                                               |  |  |                                               |  |
|                                                 |                                 | Ferdinando Alberto II di Brunswick-Lüneburg | Ferdinando Alberto I di Brunswick-Lüneburg    |  |  |       |  |  |                                               |  |  |                                               |  |
|                                                 |                                 | Ferdinando Alberto II di Brunswick-Lüneburg | Cristina d'Assia-Eschwege                     |  |  |       |  |  |                                               |  |  |                                               |  |
| Sofia Antonia di Brunswick-Wolfenbüttel         |                                 | Ferdinando Alberto II di Brunswick-Lüneburg |                                               |  |  |       |  |  |                                               |  |  |                                               |  |
|                                                 |                                 | Antonietta Amalia di Brunswick-Wolfenbüttel | Luigi Rodolfo di Brunswick-Lüneburg           |  |  |       |  |  |                                               |  |  |                                               |  |
|                                                 |                                 | Antonietta Amalia di Brunswick-Wolfenbüttel | Luigi Rodolfo di Brunswick-Lüneburg           |  |  |       |  |  |                                               |  |  |                                               |  |
|                                                 |                                 | Antonietta Amalia di Brunswick-Wolfenbüttel | Cristina Luisa di Oettingen-Oettingen         |  |  |       |  |  |                                               |  |  |                                               |  |
| Vittoria di Sassonia Coburgo Saalfeld           |                                 | Antonietta Amalia di Brunswick-Wolfenbüttel |                                               |  |  |       |  |  |                                               |  |  |                                               |  |
|                                                 | Enrico XXIII di Reuss-Ebersdorf | Enrico X di Reuss-Lobenstein                |                                               |  |  |       |  |  |                                               |  |  |                                               |  |
|                                                 | Enrico XXIII di Reuss-Ebersdorf | Enrico X di Reuss-Lobenstein                |                                               |  |  |       |  |  |                                               |  |  |                                               |  |
|                                                 | Enrico XXIII di Reuss-Ebersdorf | Erdmuthe Benigna di Solms-Laubach           |                                               |  |  |       |  |  |                                               |  |  |                                               |  |
| Enrico XXIV di Reuss-Ebersdorf                  | Enrico XXIII di Reuss-Ebersdorf |                                             |                                               |  |  |       |  |  |                                               |  |  |                                               |  |
|                                                 |                                 | Sofia Teodora di Castell-Remlingen          | Wolfgang Dietrich di Castell-Castell          |  |  |       |  |  |                                               |  |  |                                               |  |
|                                                 |                                 | Sofia Teodora di Castell-Remlingen          | Wolfgang Dietrich di Castell-Castell          |  |  |       |  |  |                                               |  |  |                                               |  |
|                                                 |                                 | Sofia Teodora di Castell-Remlingen          | Dorotea Renata di Sinzendorf                  |  |  |       |  |  |                                               |  |  |                                               |  |
| Augusta di Reuss-Ebersdorf                      |                                 | Sofia Teodora di Castell-Remlingen          |                                               |  |  |       |  |  |                                               |  |  |                                               |  |
|                                                 |                                 | Giorgio Augusto di Erbach-Schönberg         | Giorgio Alberto II di Erbach-Fürstenau        |  |  |       |  |  |                                               |  |  |                                               |  |
|                                                 |                                 | Giorgio Augusto di Erbach-Schönberg         | Giorgio Alberto II di Erbach-Fürstenau        |  |  |       |  |  |                                               |  |  |                                               |  |
|                                                 |                                 | Giorgio Augusto di Erbach-Schönberg         | Anna Dorotea Cristina di Hohenlohe-Waldenburg |  |  |       |  |  |                                               |  |  |                                               |  |
| Carolina Ernestina di Erbach-Schönberg          |                                 | Giorgio Augusto di Erbach-Schönberg         |                                               |  |  |       |  |  |                                               |  |  |                                               |  |
|                                                 |                                 | Ferdinanda Enrichetta di Stolberg-Gedern    | Ludovico Cristiano di Stolberg-Gedern         |  |  |       |  |  |                                               |  |  |                                               |  |
|                                                 |                                 | Ferdinanda Enrichetta di Stolberg-Gedern    | Ludovico Cristiano di Stolberg-Gedern         |  |  |       |  |  |                                               |  |  |                                               |  |
|                                                 |                                 | Ferdinanda Enrichetta di Stolberg-Gedern    | Cristina di Meclemburgo-Güstrow               |  |  |       |  |  |                                               |  |  |                                               |  |
|                                                 |                                 | Ferdinanda Enrichetta di Stolberg-Gedern    |                                               |  |  |       |  |  |                                               |  |  |                                               |  |